# IQ99
IQ99（アイ・キュー・キューキュー）は、日本の女性アイドルグループ。抹茶らて利休のプロデュースにより、2019年結成。

## 概要
2019年8月に「9999.99-countstop-」としてデビューした5人組で、「やっぱり！ぼくらと生きるしかないって」をキャッチフレーズに、みんなの心を助けるエンタメを展開。
ユニークな楽曲、強力な個性のメンバーによって繰り広げられるステージは、日々の嫌なことを忘れて明日また頑張ろうと思えること間違いなし。ネガティブだらけの日本をポジティブに変えるべく活動している。
毎月お客さんの誕生日を祝う定期公演、オリジナル防災リュックの販売、謎解きイベントやバスツアー、闇市(と言う名のフリーマーケット)、12時間耐久ライブなどのエンタメを追求している。

## 略歴

### 2019年
- 8月10日、下北沢ろくでもない夜にてデビュー。
- 8月18日、東京五輪1年前公式イベント「Festivald‘étéODAIBA2019」に出演[3]。
- 9月27日、limited memberとして活躍した樹上もいこが活動終了。
- 10月1日、8月29日より研修生として活動していた強ぜろが正式に加入。
- 10月20日に行われたバスツアーにて、バスが壊れるという事故が発生。参加者全員は電車で帰宅した。[4] [5]
- 12月から前代未聞の「お客さんの誕生日を祝う」がコンセプトの定期ワンマン公演を毎月開催している[注 1]。

### 2020年
- 4月、アイドル史上初の防災リュックを販売。 [6]
- 5月、日本テレビ系列「バズリズム02」内のコーナーにてMVを放送。
- 11月、1st写真集を発売。

### 2021年
- 8月8日、新宿clubSCIENCEにて2周年ライブを開催し、100人を動員。これをもって、グループ名を「9999.99-countstop-」→「IQ99」に改名。[7]
- 9月15日、シンガーソングライター・ティンカーベル初野による楽曲「デカい声での挨拶～デカい声での挨拶～」をサブスクにて配信開始[8]。
- 9月、人気アパレルブランド「KINGLYMASK」とのコラボTシャツを販売[9][10]。
- 10月10日、新宿clubSCIENCEにて、物販で約1年たまった募金のみで無銭ワンマンライブ「皆様の募金のおかげです」を開催[11]。
- 12月19日、新宿clubSCIENCE愛妹みい生誕祭「#RTすると幸せになる」を開催し、130人を動員[12][13][14]。

### 2022年
- 6月6日、新宿clubSCIENCEにて、物販で約1年たまった募金のみで無銭ワンマンライブ「IQ66～最強のバカになれ～」を開催。[15]
  - 初のCD音源となる「IQ99のきもちいいデモアルバム」「IQ99のやさしいデモアルバム」を発売。手売りのみで、計100枚が完売。[16] [17]
  - グループ史上最大キャパとなる渋谷clubASIAワンマンライブの開催を発表。
- 8月5日、下北沢ろくでもない夜にて3周年ライブ「灼熱地獄」を開催。これをもって、瑞あめ、敵羅のめるの卒業[18]と新メンバー2名の加入を発表。
- 9月30日、吉祥寺CLUBSEATAにて新メンバー・松山ごま、小ばぁびゐを迎えた6人体制をお披露目。
- 10月10日、新宿アンチノックにて激情リフレインとの2マンを開催。総動員50人でチケット代金額キャッシュバックという内容だった。
- 11月10日、渋谷clubASIAにてグループ史上最大規模となるワンマンライブ「IQ1110」を敢行[19]。平日にも関わらず160人を動員。
  - 同日、6人で最初で最後の音源となるシングル「sadgoodbye」、ベストアルバム「6人の素敵なデモアルバム」を発売し、計100枚が完売した。
- 11月23日、新宿アンチノックにて総動員99名でチケット代全額キャッシュバック「ASIAおかわりワンマン99人無銭チャレンジ」開催[20][21]。
- 12月11日、新宿HEISTにて瑞あめ、敵羅のめる卒業公演「3年生を送る会」開催し、120人を動員[22]。

### 2023年
- 1月8日から約1か月間、小ばぁびゐが文化庁指名のダンス講師の仕事のためライブ活動を休止。リニューアル移行期間となる。
- 2月16日、新宿SAMURAIにて「開演❤IQワンダーランド」開催[23]。4曲の新曲と新衣装をお披露目。キャッチコピーも「ハッピーサイコパス集団」→「やっぱり！ぼくらと生きるしかないって」に変更。新生IQ99となる。
- 9月9日、日本コロムビアより1stミニアルバムをメジャーリリース。約800枚が完売した。オリコンデイリーチャート11位を獲得。人気曲「midnight parade」がファミラジにてオンエア。同日よりタワーレコード新宿店、ヴィレッジヴァンガードルミネエスト新宿店にて展開も。同日、無銭ワンマンライブを新宿club SCIENCEにて行う。
- 11月9日、昨年と同会場の渋谷club ASIAにて2度目となるワンマンライブを敢行。平日の早い時間にも関わらず、昨年の動員数を上回ることに成功。来年4月にメジャー2作目となるミニアルバムのリリースの決定を発表。
- 11月-12月、全4会場の関東ツアーを回る[注 2]。

### 2024年
- 4月6日、初の仙台遠征を敢行。
- 4月23日、2ndミニアルバム「アトラクトフルコース」をリリース[24]。約800枚を販売し、オリコンデイリーチャート9位を獲得。「teacher KOKESHI」がまねきねこ店内放送にてオンエア[25]、「平成龍宮城〜俺の一番星〜」が関西テレビ「キメツケ！」エンディングテーマとなる[26]。
- 4月30日、松山ごま生誕祭「とっておきをきみへ」を開催[27]。平日にも関わらず、100人以上を動員。
- 5月22日、IQ99最大規模となる白金高輪SELENE b2ワンマンライブが発表される。
- 6月19日、新メンバー・猫好杏（にゃんはお あんず）の加入を発表[28][29]。入れ替わりではなく、純粋な増員はグループ初。
- 7月3日、3年ぶり2度目となるKINGLYMASKとのコラボアイテム販売開始。5人体制初のグッズを販売。
- 9月9日、白金高輪SELENE b2 IQ99 5周年ワンマン「5TART(スタート)」を開催[30][31][32]。
- 11月16日-17日、「ダーツの旅ツアー 全国龍宮城化計画」を開始。岩手、埼玉、兵庫、徳島、沖縄の5都市を回った[33][34][35][36][37]。

### 2025年
- 2月11日、初のフルアルバム「プリズムパーティー」をメジャーリリース[38][39]。それに伴い、昨年12月よりリリースイベントを敢行。

## メンバー
| 名前                     | 誕生日   | 備考                                                 |
| ------------------------ | -------- | ---------------------------------------------------- |
| 愛妹みい あいまい みい   | 12月16日 | 創設メンバー、2020年9月1日より「酸味りい」から改名。 |
| 強ぜろ すとろんぐ ぜろ   | 1月21日  | 2019年8月より研修生として活動、10月に正式加入。      |
| 松山ごま まつやま ごま   | 4月18日  | 2022年9月加入。                                      |
| 小ばぁびゐ りる ばーびー | 11月13日 | 2022年9月加入。                                      |
| 猫好杏 にゃんはお あんず | 4月25日  | 2024年9月加入。                                      |

### 旧メンバー
| 名前                         | 誕生日   | 備考                                                                    |
| ---------------------------- | -------- | ----------------------------------------------------------------------- |
| 樹上もいこ じゅじょう もいこ | 11月11日 | 創設メンバー、2019年9月27日活動終了(当初よりlimited memberとしての加入) |
| 瑞あめ みずき あめ           | 8月19日  | 創設メンバー、2022年12月11日卒業                                        |
| 敵羅のめる てきーら のめる   | 2月7日   | 創設メンバー、2022年12月11日卒業                                        |

## ディスコグラフィ

### アルバム
| # | タイトル             | 発売日        |
| - | -------------------- | ------------- |
| 1 | トゥインクルキラー   | 2023年9月9日  |
| 2 | アトラクトフルコース | 2024年4月23日 |
| 3 | プリズムパーティー   | 2025年2月11日 |

### ミュージックビデオ
| 公開日 | 公開日  | タイトル                              | 監督                                             | 備考                                     |
| 年     | 月日    | タイトル                              | 監督                                             | 備考                                     |
| ------ | ------- | ------------------------------------- | ------------------------------------------------ | ---------------------------------------- |
| 2019年 | 6月26日 | マンダム                              |                                                  |                                          |
| 2020年 | 3月11日 | girl                                  |                                                  |                                          |
| 2020年 | 4月16日 | Go for it!                            |                                                  |                                          |
| 2020年 | 5月16日 | mement                                |                                                  |                                          |
| 2021年 | 9月28日 | Fun Funny Future                      | アキバマサト (ハイパーエロメディアクリエイター） | グループ改名後最初のMV                   |
| 2022年 | 3月13日 | デカい声での挨拶 ～デカい声での挨拶～ | アキバマサト (ハイパーエロメディアクリエイター） | ティンカーベル初野提供の曲               |
| 2024年 | 2月7日  | ぼくらと生きるしかないって            | アキバマサト (ハイパーエロメディアクリエイター） |                                          |
| 2024年 | 8月10日 | 平成龍宮城～俺の一番星～              | アキバマサト (ハイパーエロメディアクリエイター） | 俳優の円一輝が出演                       |
| 2024年 | 12月9日 | 不飽和サイダー                        | 成富紀之                                         |                                          |
| 2025年 | 6月3日  | 新世紀ビッグバースデー                | 亜門                                             |                                          |
| 2025年 | 7月31日 | ガシン！てなずけーしょん！！          | 亜門                                             | 蒲田西口商店街「サンライズ」で撮影された |